# Radu Herjeu
Radu-Bogdan Herjeu (n. 11 mai 1970, București) este un jurnalist și scriitor român, cu 21 de ani de experiență în televiziune, radio și presă scrisă, autor a 11 cărți. A fost membru al Consiliului Național al Audiovizualului în perioada 2015-2021.

## Activitate profesională
A urmat Școala Generală 86, apoi Liceul de Matematică-Fizică nr. 3 (actualul Al. I. Cuza). În 1989 intră la Facultatea de Chimie, specializarea Chimie-Fizică. Revenit în țară în 1993, după o serie de burse în străinătate, renunță la varianta de a ocupa un post de profesor și participă la un concurs organizat de primul mare radio comercial din România, Radio Total. Reușește primul și, timp de câteva luni (septembrie 1993-ianuarie 1994) editează și prezintă știrile. În februarie 1994 se mută la Antena 1, unde, timp de aproape 10 ani (până în octombrie 2003) prezintă principala emisiune informativă a postului, Observatorul de la ora 19. În paralel, realizează sute de emisiuni culturale, economice, politice. Acestea sunt câteva dintre ele:
- Printre rânduri (talk-show cu invitati personalitati marcante ale vietii politice și culturale românesti și straine)
- Lumea în care trăim (documentare despre cultura și istoria a 50 de tari ale lumii)
- Controverse istorice (documentare istorice, biografiile unor personalități controversate ale istoriei noastre: Mareșalul Antonescu, Dr. Petru Groza, Lucrețiu Pătrășcanu)
- Românul votează cu cine vrea el (talk-show cu invitați - lideri ai organizatiilor civice și asociatiilor profesionale)
- Presa, câinele de pază al democrației (talk-show cu directorii celor mai importante cotidiane din România)
- Invitați la Antena 1 (talk-show realizat în colaborare cu Asociația Oamenilor de Afaceri)
- Se caută primar (emisiuni de campanie electorală pentru alegerile locale din anul 2000)
- Drumul Cotrocenilor (emisiuni de campanie electorală pentru alegerile prezidențiale din anul 2000)
- Tu decizi! (emisiuni de campanie electorală pentru alegerile parlamentare din anul 2000)
- 1001 (magazin informativ-cultural-educativ)
- Strict autentic (talk-show cu subiecte sociale și de mentalități)

Între 1994 și 1998 realizează la Radio Romantic emisiunea ”Nouă ne Pasă”, un talk-show interactiv cu ascultătorii. Între 2003 și 2014 își continuă cariera profesională la alte posturi de televiziune: Național, B1 și România TV. Aici va activa preponderant ca editor-prezentator de știri.
Din 2021 până în prezent este invitat permanent, în calitate de analist politic și specialist în comunicare, la mai multe emisiuni ale posturilor Canal 33 și Metropola TV.

## Activitate în societatea civilă
Între 1991 și 2015 este președinte al Societății pentru Cultură, Oameni și Prietenie (din 2012 – Clubul Nouă ne Pasă!), un ong cultural pentru tineret. În cadrul acestuia va coordona timp de 5 ani editarea revistei culturale ALTFEL, care era distribuită gratuit lunar în toate liceele din țară. Cu mari greutăți financiare s-a reușit apariția a 50 de numere. Apus bazele unui Centru de Resurse pentru Tineret, în cadrul căruia membrii ong-ului țineau cursuri gratuite de limba română, matematică, informatică, desen, chitară, foto-video, pentru elevii cu posibilități materiale reduse. A participat, alături de colegii din ong la sute de ore de dirigenție în aproape toate liceele din capitală. Începând din 2000, organizează alături de prietenii săi singurul concurs național de arte pentru liceeni – LicArt . La cele 3 secțiuni ale sale, fotografie, poezie și teatru, s-au înscris în cei 19 ani de existență, peste 25.000 de liceeni români.

## Activitate literară
- Volumul de versuri ”Clepsidra mea de pași” [3] - 21 dec. 1997
- Volumul de dramaturgie ”Jocul de-a fericirea” – 30 oct. 1999
- Volumul de versuri ”Despietrificarea” [4] – 19 dec. 1999
- Volumul de analizã a televiziunii ”Oglinda mișcătoare. Tehnici de propagandă, manipulare și persuasiune în televiziune” [5] – iun. 2000
- Volumul de interviuri și publicistică ”Printre rânduri” - 29 sept. 2001
- Volumul de versuri ”Rămășițe de tinerețe” – 13 apr. 2002
- Volumul de dramaturgie ”Păstrătorul” [6] – iun. 2005
- Volumul de versuri ”Să spui morții noapte bună” – ian. 2006
- Volumul cu piesa ”Autorul” – mar. 2006
- Volumul colectiv cu premianții Concursului Național de Dramaturgie - piesa ”O zi obișnuită din viața Sfintei Madam Popescu” - oct. 2024
- Volumul cu piesa ”Viața e în direct doar aici!” - dec. 2024

## Premii și distincții
Este printre puținii jurnaliști români care a primit Distincția Culturală din partea Academiei Române (în 2001)
- Nominalizare-premiere a piesei Păstrătorul la concursul Camil Petrescu, organizat de Ministerul Culturii în 2001
- Nominalizare a piesei Autorul la Concursul Național de Dramaturgie [8], organizat de Ministerul Culturii în 2005
- Premiul 2 la Concursul național de teatru de Comedie [9], în 2006
- Premiul Opera Prima – Nichita Stănescu [10] pentru volumul Să spui morții noapte bună, în 2006
- Premiul 3 la Concursul Național de Dramaturgie, organizat de Uniunea Scriitorilor Români și Muzeul Literaturii Romîne, în 2023

## Activitate didactică
Între 1999 și 2003 a fost lector universitar la Facultatea de jurnalism-filosofie din cadrul Universitatii Spiru Haret, unde a susținut 2 cursuri anuale: ”Tehnici de propagandă, manipulare și persuasiune în televiziune” și ”Televiziune, cultură și societate”.

## Activitate dramaturgică
Piesa sa ”Autorul” a fost pusă în scenă de Teatrul de Vest   din Reșița, în ianuarie 2013, de Teatrul I. D. Sîrbu  din Petroșani, în toamna aceluiași an, de Teatrul Municipal Ariel din Râmnicu Vâlcea, în octomrbie 2017 și de Teatrul V. I. Popa din Bârlad, în 2 februarie 2019. Piesa "Viața e în direct doar aici!", în care deconspiră câteva secrete din culisele televiziunii, a avut premiera în 14 ianuarie 2017, pe scena Teatrului I. D. Sîrbu din Petroșani. Un alt spectacol cu această piesă a fost pus în scenă pe 4 octomrbie 2019, la Teatrul Municipal Bacovia, din Bacău. Pe 24 noiembrie, același an, are loc premiera absolută a piesei ”B.O.P.” la Teatrul Alexandru Davila din Pitești. Pe 18 februarie 2024 este difuzat în premieră la Radio România Cultural spectacolul de teatru radiofonic cu piesa ”Biroul Obiectelor Pierdute”.
Pe 27 noiembrie 2020 devine membru al Uniunii Scriitorilor din România, filiala București - Dramaturgie.

## Consiliul Național al Audiovizualului (CNA)
Pe 8 februarie 2015 i se propune și el acceptă să fie nominalizarea Camerei Deputaților pentru ocuparea poziției de membru titular al Consiliului Național al Audiovizualului, organismul autonom care reglementează activitatea posturilor de televiziune și radio din România. Pe 9 februarie, candidatura sa întrunește 459 de voturi ale parlamentarilor din ambele camere ale legislativului, el începându-și astfel mandatul de 6 ani. Acesta se încheie pe 8 februarie 2021. În timpul cât a fost membru CNA, el a propus 279 de amenzi pentru posturile de televiziune și radio, 225 dintre acestea fiind votate de Consiliu (adică 60% din toate amenzile date de CNA în această perioadă). A vizitat peste 200 de posturi locale și regionale de TV și Radio, întâlnindu-se cu mii de jurnaliști, manageri, realizatori de emisiuni. A contribuit la modificarea Codului Audiovizualului, mai ales a articolelor privind hate speech, dreptul la imagine și protecția minorilor. 

## În prezent
Pe 15 noiembrie 2021 i se propune și acceptă să facă parte din Consiliul de Administrație al Societății Române de radiodifuziune (Radio România). A fost votat de majoritatea senatorilor și deputaților reuniți în ședință comună. 

## Filmografie
- Sexy Harem Ada Kaleh (2001) – comisarul Barbăneagră de la Garda Financiară
- Magnatul (2004) – prezentator TV